# Lycopus trabeatus
Lycopus trabeatus är en spindelart som beskrevs av Simon 1895. Lycopus trabeatus ingår i släktet Lycopus och familjen krabbspindlar. Inga underarter finns listade i Catalogue of Life.